# 城東区 (東京都)
城東区（じょうとうく、旧字体：城東區）は、東京府東京市（後に東京都）にかつて存在した区である。1932年（昭和7年）から1947年（昭和22年）までの期間（35区の時代）に存在した。現在の江東区の東部一帯にあたる。

## 歴史
区名は皇居（江戸城）の東側にあることに由来している。東京市の一部ではあったが完全な行政区ではなく一定の自治が認められていた。東を荒川・旧中川、北を北十間川、西を横十間川、南を東京湾に囲まれた地域であった。
当初は亀戸を中心とした寺社地域や水運関係を除けば農業地域であったが、次第に都心部へ通勤する人々の住宅や水運を利用した工場建設などが行われ、1935年10月1日の統計では人口18.43万人、面積10.18平方キロに達した。
1938年（昭和13年）9月1日、台風接近と高潮が重なり荒川放水路を挟んで城東、向島、葛飾、江戸川一帯が冠水。約50,000戸が浸水し、250,000人が孤立。
1945年（昭和20年）の東京大空襲によって区内全域が大きな被害を受けた。1947年（昭和22年）3月15日の東京特別区23区への統合に伴い、隣の深川区と合併して江東区となった。

### 沿革
- 1932年（昭和7年）10月1日 - 南葛飾郡全域が東京市に編入。砂町、大島町、亀戸町の区域に城東区を設置。
  - 東京市による最初の区名原案は「亀戸区」（かめいどく）だった。その後区名案が「小名木区」（おなぎく）に変更され、その後各所から寄せられた様々な陳情を受け、東京府会に於いて「城東区」と再変更され決定された[2]。
- 1943年（昭和18年）7月1日 - 東京都制が施行され、東京市と東京府が廃止され、東京都を設置。
- 1947年（昭和22年）3月15日 - 特別区への移行のため、深川区・城東区の区域をもって江東区を新設。
  - 城東区役所庁舎は江東区発足後、江東区第二庁舎として利用され、1973年に東陽の新庁舎竣工で分庁舎を統合、現在は江東区総合区民センターとして江東区役所大島出張所・江東区城東図書館併設で同地にある。

## 交通

### 鉄道
- 国鉄（現JR東日本）
  - 総武線：亀戸駅
- 東武鉄道
  - 亀戸線：亀戸駅 - 亀戸水神駅（1946年に北十間駅と統合移転） - 北十間駅（廃駅）
- 東京都電車（廃線）
  - 小松川線、砂町線、葛西橋線

西大島駅、大島駅、東大島駅（都営地下鉄新宿線）、および南砂町駅（東京メトロ東西線）は開業していなかった。なお城東区域周辺に新木場駅（JR東日本京葉線、有楽町線、東京臨海高速鉄道りんかい線）があるが、城東区が存在していた頃は駅周辺の土地が埋め立てられていなかった。なお、現在で言えば城東区役所庁舎は西大島駅が最寄り駅となる。